# إنويت
إنويت (بالإنكتيتوتية: ᐃᓄᐃᑦ) أو الإسكيمو أو الإسقيمو هم شعب يسكن في شمال الكرة الأرضية. ويتوزعون على السواحل الشمالية من قارة أمريكا الشمالية في كل من ألاسكا وكندا وسواحل آسيا في شمال شرق سبيبريا وعلى جزيرة جرينلاند.
وإنويت تعني «الناس» بينما إسكيمو تعني «الناس الذين يأكلون طعامهم نيئاً». وهذه الكلمة أطلقها عليهم الهنود الحمر تحقيراً لشعب الإنويت الذي يعيش حالياً عند السواحل الشمالية لقارة أمريكا الشمالية. وعاش هذا الشعب على صيد الحيوانات والأسماك، وكانوا يرتدون جلد حيوان الكاريبو وفراء الدببة. وكانوا لشدة انعزاليتهم يعتقدون أنهم الناس الوحيدون في العالم وكانت لهم فنونهم وينحتون عاج أنياب أفيال البحر ويضعون الأقنعة السحرية التي صنعوها من الجلد والخشب على هيئة بشر وطيور وقد نجح شعب الإنويت في صد موجات غزو الحضارات الأخرى عبر تاريخهم. ولم يتصلوا بالحضارات ولاسيما حضارة الأوروبيين حتى القرن 18.
اتبع الإنويت عبر آلاف السنين أسلوباً تقليدياً في الحياة منسجماً مع بيئتهم. فمن المعروف أن الغالبية العظمى من شعب الإنويت تعيش بالقرب من البحر. وقد وفر لهم ذلك أغلب طعامهم حيث اصطادوا الفقمات، وفِيَلَة البحر، والدببة القطبية، والحيتان، وكذلك الأسماك. كما اصطادوا أيضاً نوعاً من الوُعول يُسمَّى الكاريبو. وقد استخدم الإنويت جلود هذه الحيوانات في صنع الملابس. وفي فصل الصيف، اعتاد الإنويت العيش في خيام مصنوعة من جلد الحيوان، كما كانوا يبحرون في المياه القطبية في قوارب مصنوعة منه. أما في فصل الشتاء فكانوا يعيشون في بيوت من الجليد، أو ملاجئ مصنوعة من الطبقة العليا من التربة، وينتقلون على الأرض المغطاة بالثلوج بوساطة الزلاجات التي تجرها الكلاب. وكانت رحلات الإنويت الكبيرة كلها بحثًا عن الطعام. وقد كيَّف الإنويت حياتهم لتتلاءم مع فصول السنة وقرنوا أنفسهم بالتغيرات الموسمية تماماً كما تفعل الحيوانات.
وبدأت حياة الإنويت في التغير في بداية القرن التاسع عشر الميلادي بعد توافد أعداد كبيرة من صائدي الحيتان وتجار الفراء الأوروبيين إلى أقصى الشمال، حيث انضم الإنويت إليهم في مهنة الصيد إلى أن تدهورت الصناعة التي قامت على صيد هذه الحيتان، وحينئذ تحول الإنويت إلى صيد الحيوانات ذات الفراء. وباع الأوروبيون لهم البنادق وبضائع أخرى مفيدة في مقابل الفراء وما كانوا يؤدونه لهم من خدمات. وأوشكت أنواع كثيرة من هذه الحيوانات على الانقراض كليا رغم حاجة الإنويت الشديدة إليها، ويرجع هذا إلى الصيد الجائر للحيوانات والحيتان. وبعد أن استخدم الإنويت البنادق الجديدة في صيد الحيوانات ارتفع عدد الحيوانات المقتولة. وباستعمال هذه الوسائل الحديثة، تغيرت طريقة الحياة التقليدية للإنويت بشكل جذري
ويبلغ عدد الإنويت ما يقرب من 120,000 شخص يعيشون في كل من روسيا وألاسكا وكندا وجرينلاند. ويعيش معظمهم في مدن أو مستعمرات صغيرة، ويلبسون ملابس حديثة ويقطنون منازل حديثة أيضاً، ويأكلون أطعمة مما يباع في الأسواق. ويعمل الكثير منهم في أعمال نظير أجر. ولكن الغالبية العظمى من الإنويت في ألاسكا وكندا، بخاصة، لا يستطيعون العثور على وظائف ويحتاجون إلى مساعدة من الحكومة ليتمكنوا من العيش.
للإنويت بشرة تميل إلى السمرة، وشعر أسود مسترسل، وعيون داكنة اللون، ووجوه مستديرة، وبروز في عظام الوجه، ويشبهون في ملامحهم شعوب منطقة سيبيريا بشمالي آسيا، ويشبهون كذلك الهنود الحمر، ولكن بدرجة أقل، لكن العلماء يصنفون الهنود الحمر جنساً منفصلاً، بينما يضمون الإنويت إلى الآسيويين الشماليين.
أراضي الإنويت

## منطقة الإنويت
تشمل بلاد الإنويت الطرف الشمالي الشرقي لسيبريا، وجزر بحر بيرنج، وجزءاً رئيسياً من المناطق الساحلية من ألاسكا. كما تشمل أيضاً الساحل الشمالي لكندا، وكثيراً من الجزر الشمالية الكندية، ومعظم الساحل الغربي وجزءاً من الساحل الشرقي لجزيرة جرينلاند.
ويعيش كثير من الإنويت في مناطق تعد من أقسى مناطق العالم برودة ووعورة. وكثير من أنواع النباتات والحيوانات لا يمكنه الحياة في هذه الأصقاع الشمالية. وهذه المناطق هي التي يطلق عليها أرض شمس منتصف الليل لأن الشمس في فترة محدودة خلال فصل الصيف تشرق طوال اليوم، كما يُطلق على بلاد الإنويت أيضا أرض قمر الظهيرة، وذلك لأن الشمس لا تشرق مطلقًا خلال فترة محدودة من فصل الشتاء. انظر: شمس منتصف الليل؛ النرويج.

## المناخ

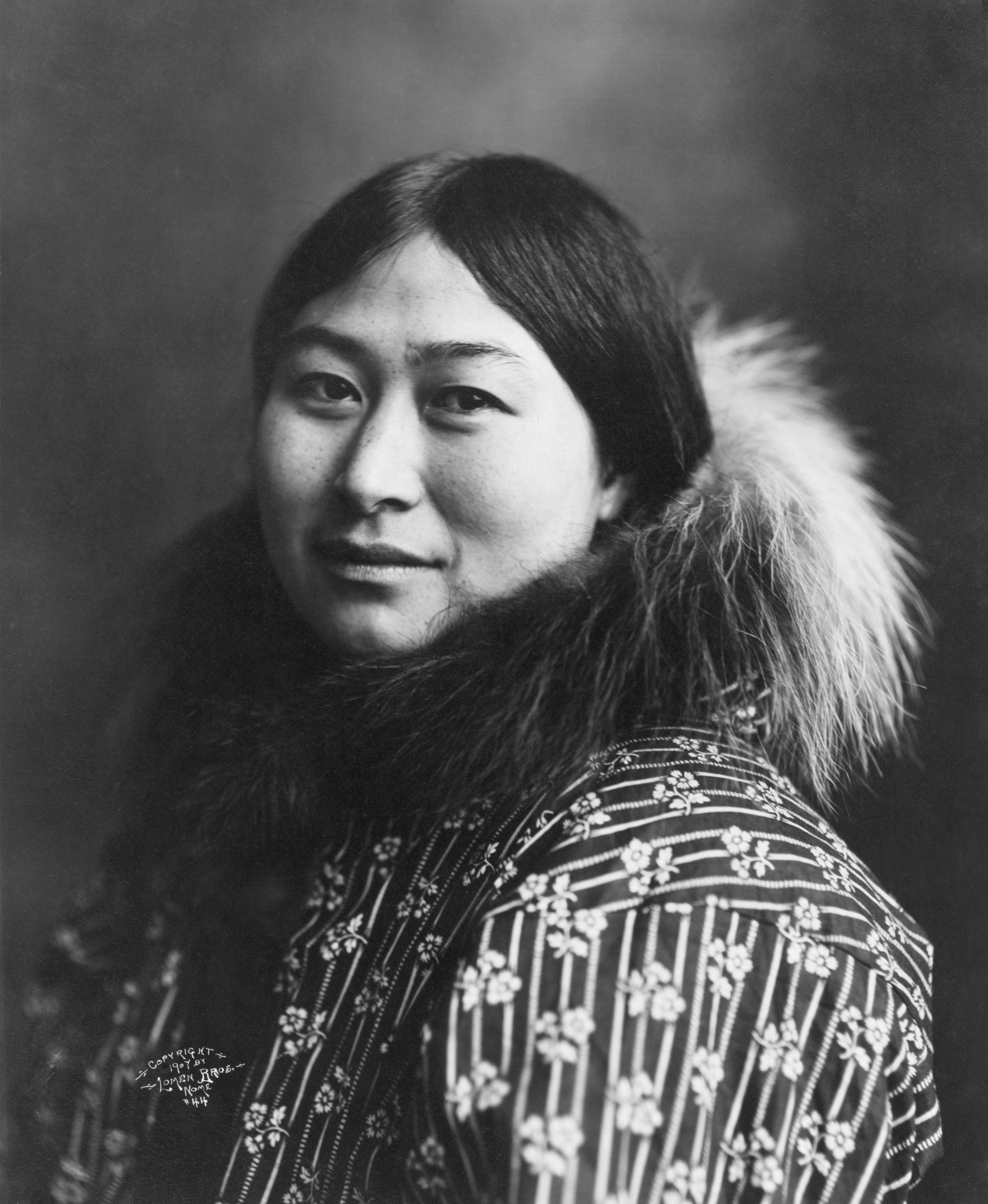
إنويت

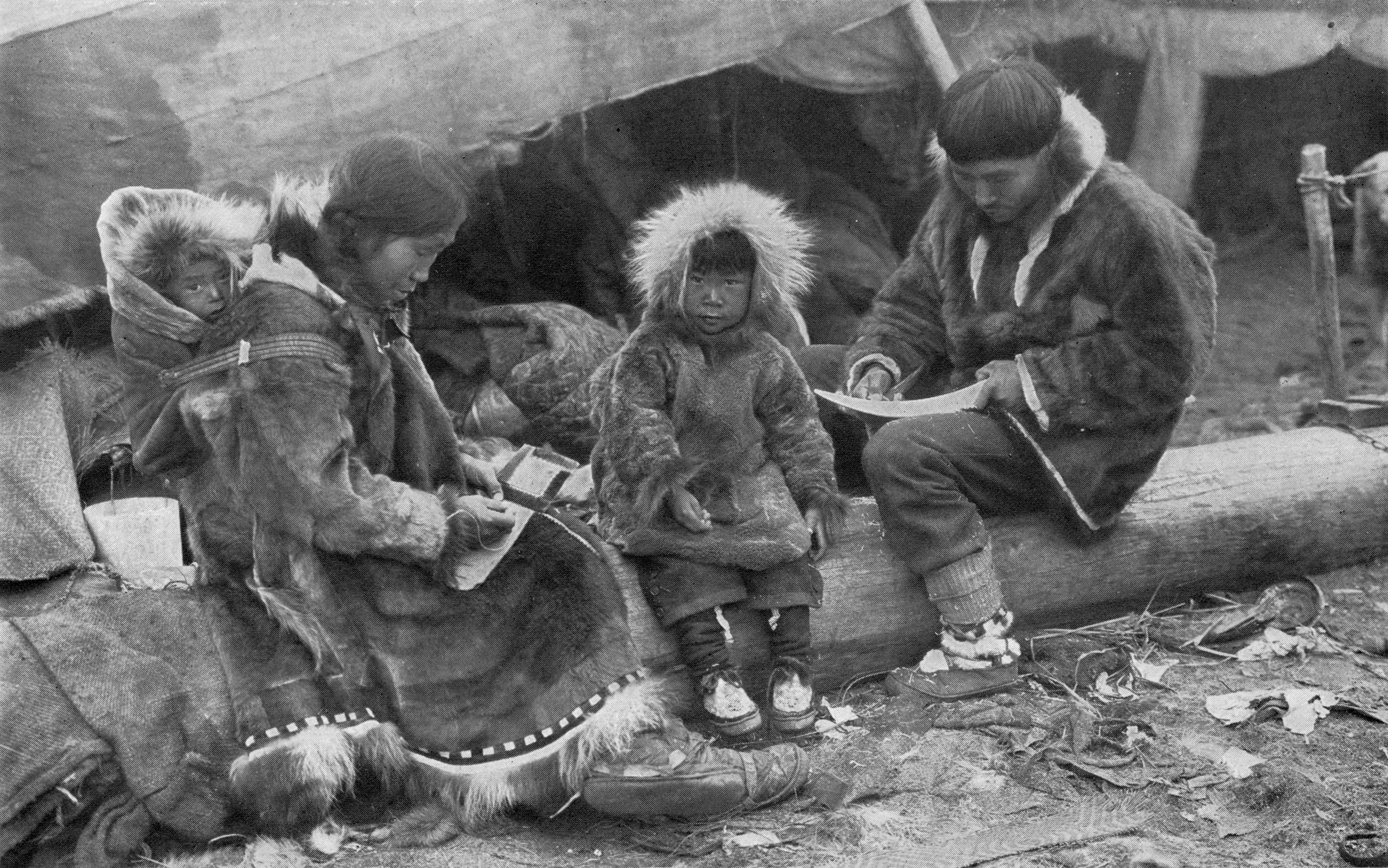
أسرة إسكيموية

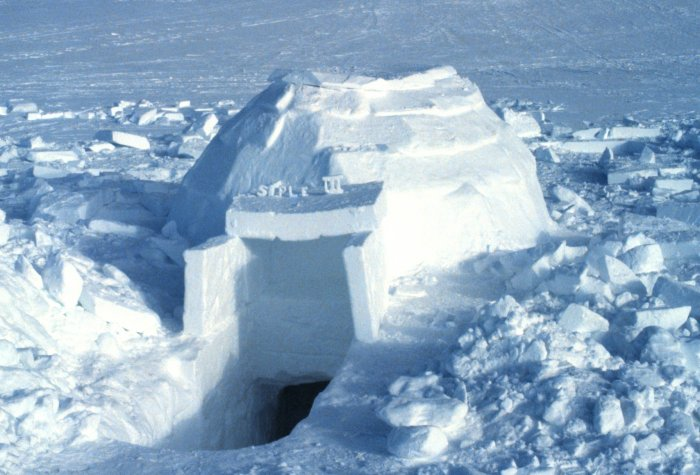
مبنى قباني

يسود أقصى المناطق الشمالية شتاء طويل قارس، وصيف بارد قصير. ولا يرتفع متوسط درجات الحرارة في معظم المناطق عن حد التجمد إلا لشهرين أو ثلاثة كل عام. ويبلغ متوسط درجات الحرارة أثناء فصل الشتاء ما بين -29°م و-42°م. وتهب الرياح على الأراضي القطبية دون أن تعترضها أية عوائق مما يجعل هذه المناطق أشد مناطق العالم برودة. وأثناء هبوب العواصف الشتوية، تجبر الرياح القارسة والثلوج المنهمرة الناس على البقاء في منازلهم لأيام عديدة حتى تتحسن الأحوال الجوية.
ويغطي الجليد معظم بلاد الإسكيمو خلال المدة من سبتمبر حتى يونيو، على الرغم من أن كميات الثلوج المنهمرة في المناطق القطبية تعد أقل مما ينهمر على المناطق الشمالية من الولايات المتحدة. وفي الحقيقة، يبلغ متوسط التساقط السنوي (مطر، وثلوج ذائبة، وأشكال أخرى للرطوبة) ما بين 15 و25سم في منطقة القطب الشمالي ولكن القليل من الثلوج في أقصى الشمال هو الذي يذوب خلال فصل الربيع.
وتغطي كميات كثيفة من الجليد أجزاء من بعض الجزر الكندية الشمالية ومعظم جرينلاند خلال أشهر السنة. ويغطي الجليد البحيرات التي يسكنها الإسكيمو مدة تقرب من تسعة أشهر كل عام. كما يغطي الجليد معظم المحيط القطبي الشمالي خلال فصل الشتاء وتطفو قطعة ضخمة من الجليد (الجبال الجليدية) في المحيط طوال العام.

## النباتات والحيوانات
تتكون أغلبية اليابسة في القطب الشمالي من سهول عديمة الأشجار، وتسمى سهول التُّندرا وتتجمد هذه اليابسة معظم أيام السنة. ويذوب ما يقرب من 30 إلى 60 سم من ثلوج التندرا خلال الصيف، ولذا تكثر فيها السبخات والبرك والمستنقعات.
كما تغطي اليابسة المروج وكميات كثيفة من النباتات البحرية والطحالب والشجيرات والزهور البرية المتعددة الألوان. وتنمو في أجزاء من بلاد الإسكيمو أشجار صغيرة كثيرة متناثرة، ولكن لايمكن أن تنمو الغابات هناك.
وأهم الحيوانات التي تعيش في الشمال هي الثعالب والأرانب والذئاب والكاريبو، وثيران المسك والدببة والفقمات والحيتان. ويعيش حيوان الكاريبو في القطب الشمالي لشهور قليلة فقط كل سنة، ثم يأخذ هذا الحيوان في التنقل في بلاد الإسكيمو من مناطق الغابات حتى الجنوب في فصل الربيع، ويبقى في بلاد الإسكيمو حتى الخريف. وتعيش كل من الدببة والفقمات بشكل شبه دائم فوق ثلوج البحر. أما الطيور مثل البط والإوز والتارميجان وأنواع أخرى من الطيور فتعيش في منطقة القطب الشمالي لفترة قصيرة من السنة.
ويُعد سمك الشار القطبي من أكثر أنواع السمك شيوعًا، وهو نوع من أسماك السالمون. ويقضي سمك الشار جزءًا من كل سنة في مياه البحر والجزء الآخر في البحيرات والجداول. ومن أنواع أسماك المناطق الشمالية الأخرى سالمون البحيرات والسمك الأبيض، وتعد هذه الأسماك من أسماك المياه العذبة. وهناك أنواع عديدة من أسماك القد، وهي من الأسماك التي تعيش في البحر.

## التسمية
أُخذ اسم الإسكيمو من كلمة هندية أمريكية تعني «آكلي اللحم النيء» أو «الناطقين بلغة غريبة». ويطلق الإنويت على أنفسهم عدة أسماء مثل: إنويت في كندا، وإينوبيات ويوبيك في ألاسكا، ويوويت في كل من سيبريا وجزيرة سانت لورنس. وهم يفضلون أيًا منها على كلمة إسكيمو التي يعتبرونها مهينة.

## التاريخ الثقافي

### الإنتحار والجريمة والموت
هُناكَ أسطورة أوروبية منتشرة حول الإنويت تحكي عن قتلهم لكبار السن (قتل الشيوخ) و«الأشخاص غير المنتجين»، ولكنَّ هذا، عُمومًا، ليس صحيحًا. إذ في أي ثقافة ذات تاريخ شفوي، يكون الشيوخ هم حافظي المعرفة المجتمعية، ومكتبة المجتمع الفعلية؛ لأنَّ لهم قيمة عُظمى باعتبارهم ذخيرة المعرفة، بالإضافة إلى أنَّ هناك محرمات ثقافية ضد التضحية بكبار السن.

ذُكِرَ، في كتاب أنطون أ. لينارس الانتحار في كندا، أنَّ "راسموسن وجد أنَّ موتَ كبارِ السنِّ عن طريقِ الانتحارِ كان أمرًا شائعًا بين إنويت الإغلوليك". ووفقًا لفرانز بواس، أنَّ الانتحار لم يكن أمرًا "نادر الحدوث" وكان يحصل عامةً عن طريق الشنق. وكانت كتابة هوكس (1916) عن لابرادور الإنويت أكثر وضوحًا فيما يتعلق بموضوع الانتحار وعبء كبار السن:
الذين تشكل حياتهم عبئًا على أنفسهم وعلى أقاربهم يُقتلون بالطعن أو الخنق. يحدث ذلك عادةً بناءً على طلب الفرد نفسه، ولكن ليس دائمًا كذلك. ويُهجر الأشخاص المسنين الذين يشكلون عائقًا أمام المضي قُدمًا. أنطون أ. لينارس، الانتحار في كندا.
عندما لا يكون الطعام كافياً، يكون كبار السن أقل احتمالية للبقاء على قيد الحياة. في حالة المجاعة القصوى، أدرك الإنويت تمامًا أنه إذا كان هناك أي أمل في الحصول على المزيد من الطعام، فإن الصياد هو بالضرورة الشخص الذي يتغذى على أي طعام متبقي لا غيره. ومع ذلك، كان قتل الرضع هو رد الفعل المتوقع على الظروف المريرة والتهديد بالمجاعة. كانت الأم تتخلى عن رضيعها على أمل أن يجده شخص أقل يأس فيتبناه قبل أن يقتله البرد أو الحيوانات. قد يكون الاعتقاد بأن الإنويت يلجأون بانتظام إلى قتل الأطفال يرجع جزئيًا إلى الدراسات التي أجراها آسن باليكسي، وميلتون فريمان وديفيد ريتشيز بين النيتسيليك، إلى جانب محاكمة كيكيك. وهي امرأة من الإنويت اتُهمت في عام 1958 بارتكاب جرائم قتل وإهمال طفل والتسبب في وفاة أحد أطفالها، ولكنها بُرئت من ارتكابها. وأشارت أبحاث أخرى حديثة إلى أنه "على الرغم من وجود القليل من الخلاف حول وجود أمثلة على وأد الأطفال في مجتمعات الإنويت، إلا أنه من غير المعروف حاليًا عمق واتساع هذه الحوادث. البحث ليس كاملاً ولا قاطعًا للسماح بتحديد ما إذا كان وأد الأطفال حدثًا نادرًا أم حدثًا يمارس على نطاق واسع. لا يوجد اتفاق حول التقديرات الفعلية لتكرار وأد الإناث حديثي الولادة بين سكان الإنويت. وأما كارمل شري فيذكر دراسات متنوعة تتراوح بين 15-50٪ إلى 80٪ كتقديرات على هذا الفعل.
يعتقد علماء الأنثروبولوجيا أن ثقافات الإنويت تقتل بشكل روتيني الأطفال المولودين بتشوهات جسدية بسبب الاقتضاءات المناخية القاسية. وبسبب اكتشافات طريقة الدفن التي عثر عليها في أواخر القرن العشرين في موقع أثري فقد عُدل عن الآراء سالفة الذكر. عثر على جثة طفلة تبلغ من العمر 9 سنوات تقريبًا، وبعد فحصها، تبين أنها ولدت بعيب خلقي. لم تكن هذه الطفلة قادرة على المشي مطلقًا، لكن يُرجح أنها كانت تحت رعاية أسرتها طوال حياتها. كانت جثتها محفوظة بشكل جيد في ألاسكا، ويعود تأريخها بالكربون المشع من خلال ضفيرة من شعرها إلى حوالي 1200 م.

## المعتقدات التقليدية

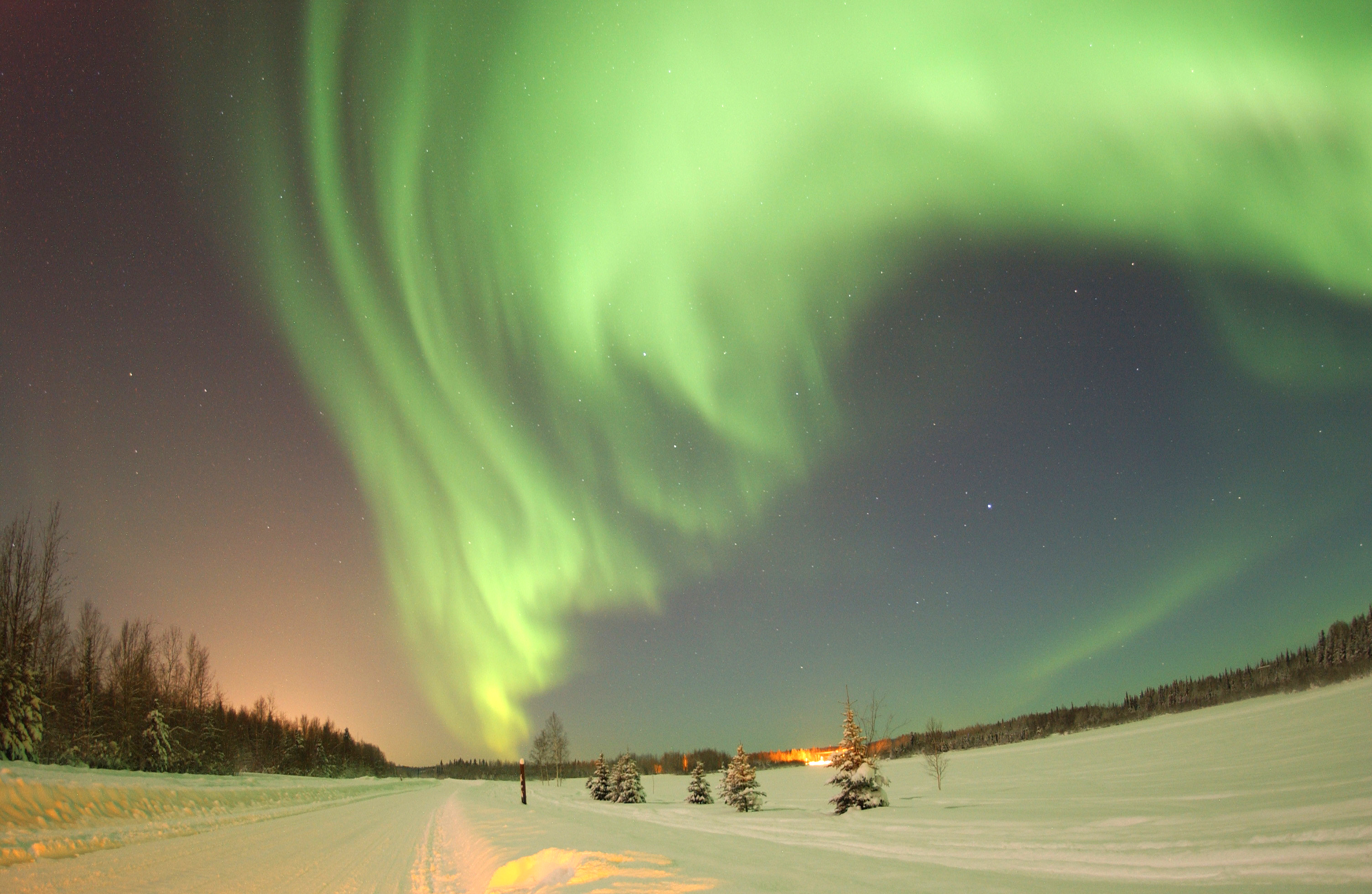
يعتقد بعض الإنويت بما في ذلك سكان ألاسكا الأصليون أن أرواح أسلافهم يمكن رؤيتها في الشفق القطبي

ألهمت البيئة التي عاش فيها الإنويت أساطيرًا مليئة بقصص المغامرات عن صيد الحيتان والفظ. حيث أدت، أشهر الشتاء الطويلة التي قضوها في انتظار قطعان الوعول أو الجلوس بالقرب من الفتحات التي أحدثوها في المياه المتجلدة ليصيدوا حيوان الفظ، إلى ولادة قصصٍ غامضةٍ وإلى ظهور مفاجئ لأشباحٍ ومخلوقات أخرى خيالية. وكان بعض الإنويت يُمعنون النظر إلى أضواء الشفق القطبي؛ علَّهم يرون صورًا لأفراد العائلة أو الأصدقاء وهم يرقصون في الحياة الأخرى. وبالإزاء مع هذا، فقد اعتقد الإنويت أنَّ الأضواء الشمالية كانت منحوسة جدًا، وإنْ صفَّرت تجاهها فسوف تنزل لتقطع رأسك. وإلى الآن تُقص هذه الحكاية للأطفال. وبالنسبة للبعض الآخر فإنَّ هذه الأضواء كانت عبارة عن عمالقة متخفين، وأرواح حيوانات، وأيضًا مُرشدة للصيد وكروح لأنجاكوك لتُساعده على شفاء الآخرين. واعتمدوا على الأنجاكوك (الشامان) في التفسير الروحي. أما أقرب شيء للإله المركزي كانت المرأة العجوز (سيدنا)، التي عاشت تحت البحر. ويعتقد أن المياه، مصدر الغذاء الرئيسي، تحتوي على آلهة عظيمة.
مارس الإنويت شكلاً من أشكال الشامانية على أساس مبادئ الروحانية. لقد اعتقدوا أن كل الأشياء لها شكل من أشكال الروح، بما في ذلك البشر، وأنه إلى حد ما يمكن أن تتأثر هذه الأرواح بمجموعة من الكيانات الخارقة للطبيعة التي يمكن استرضائها عندما يطلب المرء بعض الحيوانات أو الأشياء غير الحية للتصرف بطريقة معينة. لم يكن أنجاكوك في مجتمع الإنويت هو القائد، بل كان نوعًا ما المشافي والمعالج النفسي، الذي عالج الجروح وقدم النصح، بالإضافة إلى استدعاءه الأرواح لمساعدة الناس في حياتهم. كان دورهم هو رؤية وتفسير وحث ما هو خفي وغير مرئي. لم يتم تدريب الأنجاكوك؛ لقد تم اعتبارهم قد ولدوا ولديهم الموهبة ويُعترف بهم من قبل المجتمع عندما يقتربوا من سن الرشد.

كان دين الإنويت مرتبطًا ارتباطًا وثيقًا بنظام الطقوس المدمجة في الحياة اليومية للناس. كانت هذه الطقوس بسيطة ولكنها ضرورية. وفقًا لقول الإنويت المعتاد،
يكمن الخطر الأكبر لوجودنا في حقيقة أن نظامنا الغذائي يتكون بالكامل من الأرواح.
من خلال الاعتقاد بأن كل الأشياء، بما في ذلك الحيوانات، لها أرواح مثل تلك الخاصة بالبشر، فإن أي مطاردة تفشل في إظهار الاحترام المناسب لن تؤدي إلا إلى انتقام الأرواح المحررة.
ضمنت قسوة الحياة وعدم القدرة على التنبؤ بها في القطب الشمالي أن يعيش الإنويت بقلق على ما لا يمكن السيطرة عليه، حيث يمكن لسلسلة من الحظ السيئ أن تدمر مجتمعًا بأكمله. إن الإساءة إلى الروح هو المخاطرة بتدخلها بالفعل. لقد فهم الإنويت أنه يتعين عليهم العمل بانسجام مع قوى خارقة للطبيعة لتوفير ضروريات الحياة اليومية.

## وصلات خارجية
- الإسكيمو من الموسوعة العربية العالمية[وصلة مكسورة]